# Pavón (Exaltación de la Cruz)
Pour les articles homonymes, voir Pavón.
Pavón est une localité argentine située dans le partido d'Exaltación de la Cruz, dans la province de Buenos Aires.

## Démographie
La localité compte 8 008 habitants (Indec, 2010), ce qui représente une augmentation de 68 % par rapport au recensement précédent de 2001 qui comptait 4 751 habitants.